# Dreams of a Rarebit Fiend

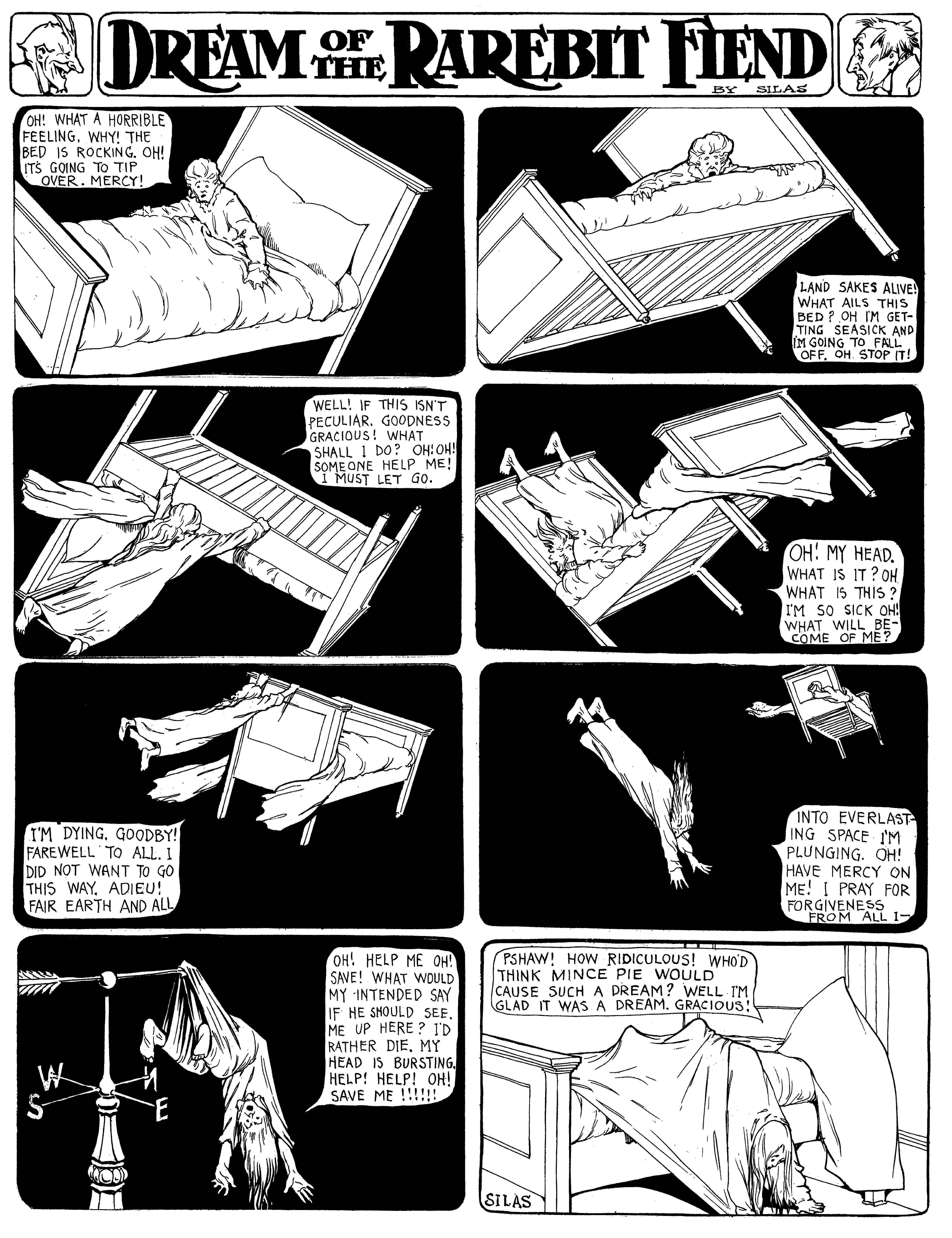
Episodio de Dreams of a Rarebit Fiend publicado el 28 de enero de 1905.

Dreams of a Rarebit Fiend (lit. Sueños de un fanático de la tostada galesa) es una tira de prensa creada por Winsor McCay cuya publicación se inició el 10 de septiembre de 1904 en el periódico New York Evening Telegram, en el que se mantuvo hasta el 25 de junio de 1911. La serie aparecía firmada con el pseudónimo Silas, que McCay utilizaba para sus colaboraciones en el periódico, manteniendo su nombre real para sus trabajos en el New York Herald. 
A diferencia de otras series anteriores de McCay, Dreams of a Rarebit Fiend iba dirigida a un público adulto. Mientras que Little Nemo in Slumberland, el cómic más famoso de McCay, muestra el lado positivo de lo onírico, en Dreams of a Rarebit Fiend se destacan sus aspectos negativos. Las tiras describen las terribles pesadillas que sufren algunos individuos que se van a la cama tras haber ingerido en cantidades copiosas el plato de cocina conocido como Welsh Rarebit, hecho de pan, queso gratinado y otros muchos ingredientes. Las pesadillas hacen hincapié en los terrores de la clase media urbana; nada inocentes, inciden en aspectos tales como el tabú de la desnudez, el miedo a la castración, el travestismo o el temor a la impotencia.

## Ediciones
La historieta, como toda la obra de Winsor McCay, es de dominio público desde el 1 de enero de 2005. 
- En inglés: 
  - McCay, Winsor: Dreams of a Rarebit Fiend. Dover Publications, 1973 (edición parcial).
- En castellano: 
  - McCay, Winsor: Pesadillas de cenas indigestas (edición parcial). Barcelona, Laertes, 1984.
  - McCay, Winsor: Malditas pesadillas indigestas (planchas 1904-1905). Madrid, Reino de Cordelia, 2015.

## Adaptaciones al cine
Ya en 1906, el pionero del cine Edwin S. Porter realizó una primera adaptación cinematográfica, de seis minutos de duración. Posteriormente, el autor de la tira, Winsor McCay, produjo tres películas de animación, dibujadas a mano, basadas en el cómic, todas ellas de 1921:
- Dreams of the Rarebit Fiend: The Pet
- Dreams of the Rarebit Fiend: The Flying House
- Dreams of the Rarebit Fiend: Bug Vaudeville